# فرودگاه شهری ورو بیچ
فرودگاه شهری ورو بیچ (به انگلیسی: Vero Beach Municipal Airport)  یک فرودگاه همگانی ۱۶۴۶۶۵ با کد یاتا VRB است . این فرودگاه در  کشور ایالات متحده آمریکا قرار دارد و در ارتفاع ۷ متری از سطح دریا واقع شده است.